# Fischbach (fiume)
Il Fischbach è un fiume tedesco che scorre nel Land  della Renania-Palatinato ed è uno degli affluenti della Nahe. Nel suo corso superiore, in alcuni tratti, è anche denominato Asbach o Hammerbach.

## Corso
Esso nasce dalla falda sud-occidentale del monte Idarwald (766,2 m s.l.m.) nel massiccio dell'Hunsrück, a circa 2 km ad ovest di Schauren, ad un'altezza di 632 m s.l.m. Subito sotto la confluenza di alcuni brevi corsi d'acqua, inizia il suo sfruttamento con mulini ad acqua. Esso piega quindi verso sud-est. Raggiunge quindi Hammerbirkenfeld, frazione del comune di Hellertshausen (di qui prende il nome di Hammerbach), e prosegue, arricchito dalle acque di vari piccoli affluenti, fino ad Harfenmühle, frazione del comune di Kempfeld e poi ad Asbacherhütte, frazione di Asbach. A partire da qui prende il nome di Asbach. Qualche chilometro dopo, passata la confluenza con il suo affluente Ebesbach, riprende il nome di Fischbach. Passa quindi per Herrstein e successivamente Niederwörresbach. Prima di raggiungere Fischbach, ove sfocia nella Nahe, riceve ancora le acque di vari affluenti.
Nel suo corso di 21,3 km il Fischbach scende di un dislivello di circa 420 m, il che corrisponde ad una pendenza media del 19,7 ‰.

## Affluenti
Numerosi sono gli affluenti che riversano le loro acque nel 19,7 ‰ ma tutti di percorso piuttosto breve (al di sotto di 5,5 km) salvo l'Hosenbach, il più importante, lungo 13,5 km, che lo raggiunge poco prima della sua confluenza nella Nahe.

## Ambiente

### Fauna
L'airone cinerino e il germano reale sono gli uccelli che s'incontrano più frequentemente nella valle del corso d'acqua, ma vi si trovano in misura non modesta anche i merli acquaioli ed mertin pescatore.

### Flora
Sulle rive della seconda parte del corso sono presenti salici e ontani, ancor oggi sfruttabili economicamente.